# 신성 로마 제국의 문장

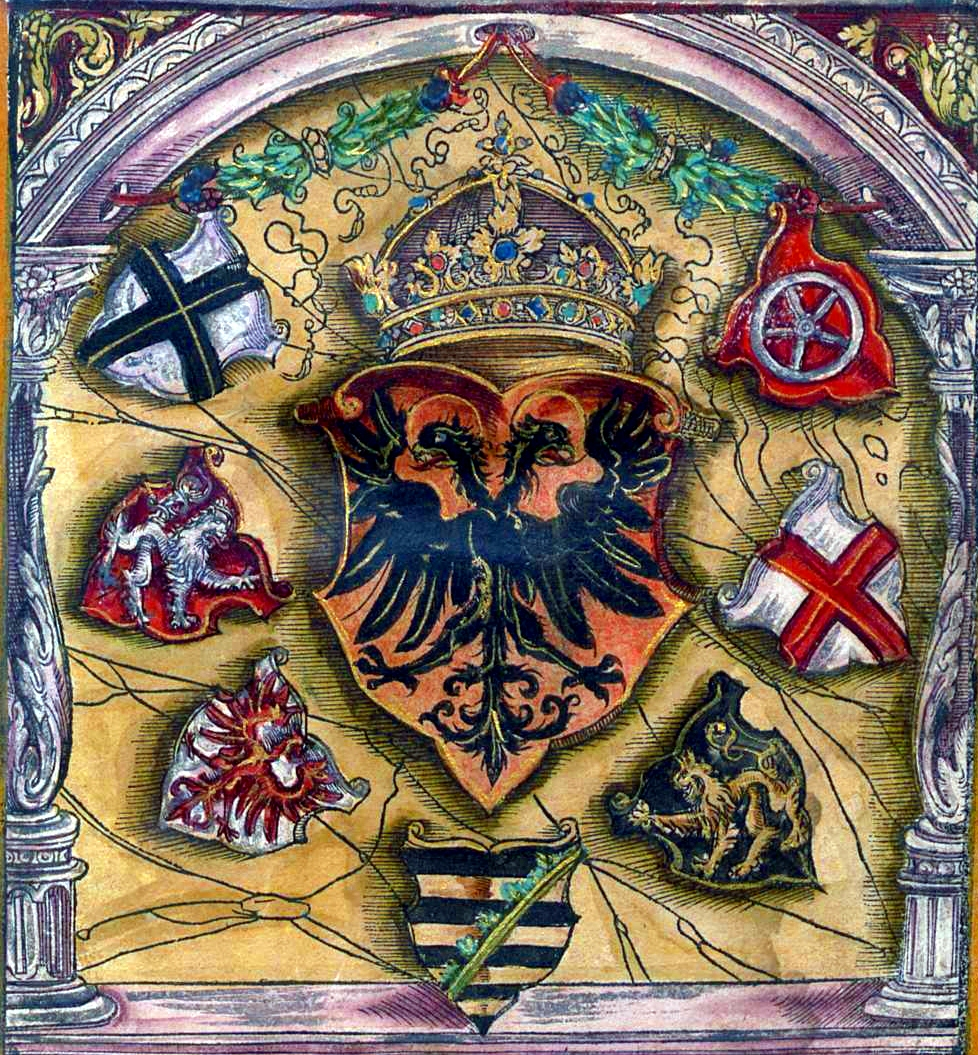
쌍두 국가수리 주위로 일곱 개의 선제후 문장이 배치되어 있다. 1545년 그림.

신성로마제국은 그 역사가 긴 만큼 다양한 문장들이 존재했다.

## 제국의 문장

사원수리.

국가수리(독일어: Reichsadler 라이히스아들러[*])는 로마 제국의 아퀼라(검독수리 표장)에서 파생된 문장이다. 개별 영토국가(독일어: Staat 슈타트[*], 영어: state)가 아닌, 총체로서의 국가(영어: Reich 라이히[*], Realm), 즉 "제국"의 표상으로서, 신성로마제국, 그리고 독일 제2제국, 바이마르 공화국, 나치 독일 등 독일계 국가들에서 모두 국장으로 사용한 유구한 상징이다. 현대 독일연방공화국에서는 연방수리(독일어: Bundesalder 분데스아들러[*])라고 부르지만 그 형태는 대동소이하다.
국가수리의 변형들 중 사원수리(영어: Quaternion Eagle)라는 것이 있다. 사원이라 함은 제국율령사원법에서 그 이름이 유래한 것이다. 1510년 한스 부르크카미어가 목판화를 깎아서 아우크스부르크의 다비드 드 네케르가 인쇄한 그림인데, 쌍두수리의 날개깃 12개에 영방국가 56개의 방패를 배치한 모습을 하고 있다. 수리의 등뼈 부분에는 십자고상이 있으며, 어깨죽지에는 일곱 선제후와 명목상의 로마의 방패들이 다른 방패들보다 조금 크게 그려져 있다.

## 황제의 문장
문장에 관한 기록이 제대로 이루어지기 시작하는 것이 13세기부터인 바, 신성로마황제들 역시 13세기 이후의 황제들만 그 문장을 확실히 알 수 있고, 그 이전의 황제들은 13세기 문헌들에 전해지는 문장으로만 추측할 수 있다. 1250년경 문헌인 『대연대기』에 따르면 쌍두수리 형태의 국가수리를 처음 사용한 것은 오토 4세(재위 1198년-1209년)다. 한편 1320년경 문헌 『마네세의 서』에서는 하인리히 6세(재위 1169년-1197년)는 단두수리를 문장으로 사용했다고 한다.
황제들은 제국 문장(적색 부리와 다리를 가진 흑수리)과 출신 가문 문장을 따로 가지고 있었는데, 알브레히트 2세(재위 1438년-1439년, 황제 대관은 받지 못함) 때부터 가문 문장을 제국 문장 앞에 겹치는 마셜링을 하기 시작한다. 이렇게 하여 흑수리가 황제의 출신 가문의 문장을 감싸는 형태가 완성된다. 문장의 수정·변형, 황제 대관식 같은 의전을 담당하는 기구로서 제국대관청(독일어: Reichserzämter 라이히스에르쳄터[*])이 설치되었으며, 선제후들이 참여했다. 이 대관청들에도 고유 문장이 있었다.
| 가문 문장 | 제국 문장 | 설명/비고 |
|           |           | - 1212년–1250년: 호엔슈타우펜가 출신의 프리드리히 2세(1194년생 † 1250년몰) - 1220년 황제 대관 금색 배경에 오른쪽 앞다리를 들고 왼쪽을 바라보는 자세의 흑사자 세 마리. 금색 배경에 적색 부리와 다리를 가진 단두 흑수리. |
|           |           | - 1308년–1313년: 룩셈부르크가 출신의 하인리히 7세(1275년생 † 1313년몰) - 1312년 황제 대관 청백 2색 수평줄무늬 배경에 금관을 쓴 뒷발로 일어선 적사자. 금색 바탕에 적색 부리와 다리를 가진 단두 흑수리. |
|           |           | - 1314년–1347년: 바이에른 출신의 루트비히 4세(1286년생 † 1347년몰) - 1312년 황제 대관 마주보아 좌상부에서 우하부로 비스듬한 청백 2색 교호의 마름모꼴 분할무늬. 금색 바탕에 적색 부리와 다리를 가진 단두 흑수리. |
|           |           | - 1348년–1378년: 룩셈부르크가 출신의 카를 4세(1316년생 † 1378년몰) - 1355년 황제 대관 적색 배경에 금관을 쓴 뒷발로 일어선 백사자(보헤미아의 문장). 금색 바탕에 적색 부리와 다리를 가진 단두 흑수리. |
|           |           | - 1411년–1437년: 룩셈부르크가 출신의 지기스문트(1368년생 † 1437년몰) - 1433년 황제 대관 방패를 사등분하여: 마주보아 좌상부와 우하부에는 적색 배경에 금관을 쓴 뒷발로 일어선 백사자(보헤미아의 문장), 마주보아 우상부와 좌하부에는 적백 2색 수평줄무늬(헝가리의 문장). 금색 바탕에 적색 부리와 다리를 가진 쌍두 흑수리. |
|           |           | - 1440년–1493년: 슈타이어 출신의 프리드리히 3세(1415년생 † 1493년몰) - 1452년 황제 대관 중부의 백색과 상부, 하부의 3단 적백 수평무늬(오스트리아의 문장). 그 문장을 감싼 금색 바탕에 적색 부리와 다리를 가진 쌍두 흑수리. |
|           |           | - 1493–1519 : 합스부르크가 출신의 막시밀리안 1세(1459년생 † 1519년몰) - 1508년 황제 대관 방패를 수직 이등분하여: 마주보아 좌부에는 3단 적백 수평무늬(오스트리아의 문장), 마주보아 우부에는 마주보아 좌상부에서 우하부로 비스듬한 청금 2색 6단 줄무늬에 적색 테두리(부르고뉴의 문장). 그 문장을 감싼 금색 바탕에 적색 부리와 다리를 가진 쌍두 흑수리. |
|           |           | - 1519년–1556년: 합스부르크가 출신의 카를 5세(1500년생 † 1558년몰) - 1519년 황제 대관 방패를 크게 사등분하여: 마주보아 좌상부와 우하부를 각각 사등분하여: 마주보아 좌상부와 우하부에는 적색 배경에 금색 성관(카스티야의 문장), 마주보아 우상부와 좌하부에는 백색 배경에 금관을 쓰고 뒷발로 일어선 보라색 사자(레온의 문장). 마주보아 우상부와 좌하부를 각각 사등분하여: 마주보아 각 좌상부에는 적금 2색 수직줄무늬(아라곤의 문장), 마주보아 각 좌하부에는 적색 배경에 중앙만 녹색인 금사슬(나바르의 문장). 마주보아 좌하부의 우부는 사선으로 사등분하여, 적금 2색 수직줄무늬와 백색 바탕에 적색 부리와 발톱을 가진 흑수리(시칠리아의 문장). 마주보아 우상부의 우부는 수직으로 이등분하여: 마주보아 좌부는 백색 배경에 큰 금십자가 하나와 작은 금십자가 네 개(예루살렘의 문장). 마주보아 우부는 적백 수평줄무늬(헝가리의 문장) 마주보아 우상부와 좌하부를 사등분하여: 마주보아 좌상부는 3단 적백 수평무늬(오스트리아의 문장), 마주보아 좌하부는 마주보아 좌상부에서 우하부로 비스듬한 청금 2색 6단 줄무늬에 적색 테두리(부르고뉴의 옛 문장), 마주보아 우상부는 청색 배경에 금백합을 수놓고 적백 테두리(부르고뉴의 새 문장). 마주보아 우하부는 흑색 배경에 뒷발로 선 금사자(브라반트의 문장). 각 중앙에 작은 방패를 놓고 수직으로 이등분하여: 마주보아 좌부는 금색 배경에 뒷발로 일어선 흑사자(플랑드르의 문장), 마주보아 우부는 백색 배경에 금색 부리와 발톱을 가진 적수리(티롤의 문장). 방패 하부에 적색 과육의 석류(그라나다의 문장). 그 문장을 감싼 금색 바탕에 적색 부리와 다리를 가진 쌍두 흑수리. |
|           |           | - 1558년–1564년: 합스부르크가 출신의 페르디난트 1세(1503년생 † 1564년몰) - 1554년–1576년: 합스부르크가 출신의 막시밀리안 2세 (1527년생 † 1576년몰) 방패를 사등분하여: 마주보아 좌상부와 우하부는 적색 배경에 금관을 쓰고 뒷발로 일어선 백사자(보헤미아의 문장), 마주보아 우상부와 좌하부는 적백 수평줄무늬(헝가리의 문장). 중앙에 작은 방패를 놓고 수직으로 이등분하여: 마주보아 좌부는 3단 적백 수평무늬(오스트리아의 문장), 마주보아 우부는 좌상부에서 우하부로 비스듬한 청금 2색 6단 줄무늬에 적색 테두리(부르고뉴의 문장). 그 문장을 감싼 금색 바탕에 적색 부리와 다리를 가진 쌍두 흑수리. |
|           |           | - 1576년–1611년: 합스부르크가 출신의 루돌프 2세(1552년생 † 1612년몰) - 1612년–1619년: 합스부르크가 출신의 마티아스(1557년생 † 1619년몰) - 1619년–1637년: 합스부르크가 출신의 페르디난트 2세(1578년생 † 1637년몰) 방패를 사등분하여: 마주보아 좌상부는 적색 배경에 금관을 쓰고 뒷발로 일어선 백사자(보헤미아의 문장), 마주보아 우상부는 적백 수평줄무늬(헝가리의 문장), 마주보아 좌하부는 수직 이등분하여: 마주보아 좌부는 3단 적백 수평무늬(오스트리아의 문장), 마주보아 우부는 좌상부에서 우하부로 비스듬한 청금 2색 6단 줄무늬에 적색 테두리(부르고뉴의 문장). 마주보아 우하부는 사등분하여: 마주보아 좌상부와 우하부는 적색 배경에 금색 성관(카스티야의 문장), 마주보아 우상부와 좌하부는 백색 배경에 금관을 쓰고 뒷발로 일어선 보라색 사자(레온의 문장). 그 문장을 감싼 금색 바탕에 적색 부리와 다리를 가진 쌍두 흑수리. |
|           |           | - 1637년–1657년: 합스부르크가 출신의 페르디난트 3세(1608년생 † 1657년몰) - 1653년–1654년: 합스부르크가 출신의 페르디난트 4세(1633년생 † 1654년몰) - 황제 대관 못함 방패를 사등분하여: 마주보아 좌상부는 적색 배경에 금관을 쓰고 뒷발로 일어선 백사자(보헤미아의 문장), 마주보아 우상부는 적백 수평줄무늬(헝가리의 문장), 마주보아 좌하부는 사등분하여: 마주보아 좌상부와 우하부는 적색 배경에 금색 성관(카스티야의 문장), 마주보아 우상부와 좌하부는 백색 배경에 금관을 쓰고 뒷발로 일어선 보라색 사자(레온의 문장), 마주보아 우하부는 수직 이등분하여: 마주보아 좌부는 좌상부에서 우하부로 비스듬한 청금 2색 6단 줄무늬에 적색 테두리(부르고뉴의 문장), 마주보아 우부는 수평 이등분하여: 마주보아 상부는 백색 배경에 금색 부리와 다리를 가진 적수리(티롤의 문장), 마주보아 하부는 금색 배경에 뒷발로 일어선 흑사자(플랑드르의 문장). 중앙에 작은 방패를 놓고 작은 방패는 3단 적백 수평무늬(오스트리아의 문장). 그 문장을 감싼 금색 바탕에 적색 부리와 다리를 가진 쌍두 흑수리. |
|           |           | - 1657년–1705년: 합스부르크가 출신의 레오폴트 1세(1640년생 † 1705년몰) 방패를 사등분하여: 마주보아 좌상부는 적백 수평줄무늬(헝가리의 문장), 마주보아 우상부는 적색 배경에 금관을 쓰고 뒷발로 일어선 백사자(보헤미아의 문장), 마주보아 좌하부는 수직 이등분하여: 마주보아 좌부는 3단 적백 수평무늬(오스트리아의 문장), 마주보아 우부는 좌상부에서 우하부로 비스듬한 청금 2색 6단 줄무늬에 적색 테두리(부르고뉴의 문장). 마주보아 우하부는 사등분하여: 마주보아 좌상부와 우하부는 적색 배경에 금색 성관(카스티야의 문장), 마주보아 우상부와 좌하부는 백색 배경에 금관을 쓰고 뒷발로 일어선 보라색 사자(레온의 문장). 그 문장을 감싼 금색 바탕에 적색 부리와 다리를 가진 쌍두 흑수리. |
|           |           | - 1705년–1711년: 합스부르크가 출신의 요제프 1세(1678년생 † 1711년몰) 방패를 사등분하여: 마주보아 좌상부와 우하부는 적색 배경에 금관을 쓰고 뒷발로 일어선 백사자(보헤미아의 문장), 마주보아 우상부와 좌하부는 적백 수평줄무늬(헝가리의 문장) 중앙에 작은 방패를 놓고 수직 이등분하여: 마주보아 좌부는 3단 적백 수평무늬(오스트리아의 문장) 마주보아 우부는 좌상부에서 우하부로 비스듬한 청금 2색 6단 줄무늬에 적색 테두리(부르고뉴의 문장). 그 문장을 감싼 금색 바탕에 적색 부리와 다리를 가진 쌍두 흑수리. |
|           |           | - 1711년–1740년: 합스부르크가 출신의 카를 6세(1685년생 † 1740년몰), Emperor 왼발에 보주를, 오른발에 검과 홀을 든 제관을 쓴 쌍두 흑수리가 방패를 감싸고, 그 방패를 사등분하여: |
|           |           | - 1742년–1745년: 비텔스바흐가 출신의 카를 7세(1697년생 † 1745년몰) |
|           |           | - 1745년–1765년: 합스부르크로트링겐가 출신의 프란츠 1세(1708년생 † 1765년몰) |
|           |           | - 1765년–1790년: 합스부르크로트링겐가 출신의 요제프 2세(1741년생 † 1790년몰) |
|           |           | - 1790년–1792년: 합스부르크로트링겐가 출신의 레오폴트 2세(1747년생 † 1792년몰) - 1792년–1806년: 합스부르크로트링겐가 출신의 프란츠 2세(1768년생 † 1835년몰) |

## 선제후 문장

### 제국대관청
| 문장 | 설명/비고 |
| ---- | --- |
|      | 대시종관(독일어: Erzkämmerer, 라틴어: Archicamerarius): 브란덴부르크 선제후가 부임. - 청색 배경에 금색 홀. - 청색 배경에 사선으로 배치된 두 개의 금색 홀.  |
|      | 대궁내관(독일어: Erztruchseß, 라틴어: Archidapifer): 팔츠 선제후, 바이에른 선제후가 부임. 적색 배경에 금색 보주.                                           |
|      | 대대장관(독일어: Erzschatzmeister, 라틴어: Archithesaurarius): 팔츠 선제후, 하노버 선제후가 부임. 적색 배경에 신성 로마 제국의 제국관.                     |
|      | 대원수(독일어: Erzmarschall, 라틴어: Archimarescallus): 작센 선제후가 부임. 수평 이등분하여 상부 흑색, 하부 백색 배경에 사선으로 배치된 적색 장검 두 자루. |

### 선제후
| 문장 | 설명/비고 |
|      | 바이에른 공작(1623년) 마주보아 좌상부에서 우하부로 비스듬한 청백 2색 교호의 마름모꼴 분할무늬. |
|      | 보헤미아 국왕 적색 배경에 금관을 쓴 뒷발로 일어선 백사자 |
|      | 브란덴부르크 변경백 백색 배경에 선제후모를 쓰고 금색 부리와 다리를 가진 단두 적수리. |
|      | 쾰른 대주교후 백색 배경에 흑색 십자가.' |
|      | 브라운슈바이크뤼네부르크(하노버) 선제후 (1692년) 방패를 이등분하여: 마주보아 좌부는 적색 배경에 오른쪽 앞다리를 들고 왼쪽을 바라보는 자세의 금사자 두 마리(브라운슈바이크) 마주보아 우부는 금색 배경에 적색 심장을 수놓고 뒷발로 선 청사자(뤼네부르크). - 1714년 이후 영국과 하노버가 동군연합이 되면서 영국의 왕실 문장 위에 마셜링됨 |
|      | 마인츠 대주교후 적색 배경에 흰색 수레바퀴 |
|      | 팔츠 선제후 - 1214년 이전: 흑색 배경에 적관을 쓰고 뒷발로 선 금사자. - 1214년 이후: 방패를 사등분하여: 마주보아 좌상부와 우하부는 좌상부에서 우하부로 비스듬한 청백 2색 교호의 마름모꼴 분할무늬(바이에른을 의미). 마주보아 우상부와 좌하부는 흑색 배경에 적관을 쓰고 뒷발로 선 금사자.                                                |
|      | 작센 선제후 흑색과 금색의 2색 수평줄무늬 배경에 사선으로 배치된 녹색 관 테두리. |
|      | 트리어 대주교후 백색 배경에 적색 십자가. |

## 기타 영방국가 문장

### 오스트리아 관구
| 문장 | 설명/비고 |
|      | 오스트리아 대공 3단 적백 수평무늬. |
|      | 케른텐 공작 - 1246년 이전(좌): 백색 배경에 적색 발톱의 흑표범 - 1246년 이후(우): 방패를 이등분하여: 마주보아 좌부는 금색 배경에 흑사자 세 마리 마주보아 우부는 3단 적백 수평무늬. |
|      | 크라인 공작 백색 배경에 적색 부리와 적색 발톱의 청수리, 청수리 날개죽지에 체크무늬 초승달.                                                                                        |
|      | 프리울리 공작 청색 배경에 적색 부리와 적색 발톱의 금수리 |
|      | 슈타이어마르크 공작 녹색 배경에 뒷발로 일어선 은표범 |
|      | 티롤 후백작 백색 배경에 금색 부리와 금색 발톱의 적수리. |

### 바이에른 관구
| 문장 | 설명/비고 |
| ---- | --- |
|      | 바이에른 공작(좌): 마주보아 좌상부에서 우하부로 비스듬한 청백 2색 교호의 마름모꼴 분할무늬. 바이에른 선제후(우, 1753년 이후): 방패를 사등분하여: 마주보아 좌상부와 우하부는 좌상부에서 우하부로 비스듬한 청백 2색 교호의 마름모꼴 분할무늬(기존의 바이에른) 마주보아 우상부와 좌하부는 흑색 배경에 적관을 쓰고 뒷발로 선 금사자(팔츠를 의미) 방패 위에 작은 방패를 마셜링: 적색 배경에 금색 보주(대궁내관을 의미) |
|      | 하크 제국백작 적색 배경에 앞발을 쳐든 백마. |
|      | 로이히텐베르크 방백작 방패를 사등분하여: 마주보아 좌상부와 우하부는 적색 배경에 도토리가 달린 금색 참나무 마주보아 우상부와 좌하부는 금색 배경에 녹색 홉 방패 위에 작은 방패를 마셜링: 3단 백청 수평무늬 |
|      | 오르텐부르크 백작 적색 배경에 마주보아 좌상부에서 우하부로 가로지르는 백색 총안흉벽 |
|      | 파사우 주교후 백색 배경에 적늑대 |
|      | 레겐스부르크 주교후(좌, 1803년 이전) 마주보아 좌상부에서 우하부로 가로지르는 3단 적백 사선무늬 레겐스부르크 후작(우, 1803년 이후) 적색 배경에 엇갈린 백색 열쇠 두 개. |
|      | 잘츠부르크 대주교후 방패를 이등분하여: 마주보아 좌부는 금색 배경에 흑사자 마주보아 우부는 3단 적백 수평무늬 |

### 니더작센 관구
| 문장 | 설명/비고                                     |
|      | 홀슈타인 공작 백색 배경에 적색 쐐기풀 테두리; |

### 오버작센 관구
| 문장 | 설명/비고                                                                            |
|      | 브란덴부르크 변경백 백색 배경에 선제후모를 쓰고 금색 부리와 다리를 가진 단두 적수리. |
|      | 포메른 공작                                                                          |
|      | 작센 선제후 흑색과 금색의 2색 수평줄무늬 배경에 사선으로 배치된 녹색 관 테두리.      |

### 슈바벤 관구
| 문장 | 설명/비고 |
|      | 바덴 방백 |

### 보헤미아 왕관령
| 문장 | 설명/비고 |
|      | 뵈멘 국왕 적색 배경에 뒷발을 들고 선 금발톱에 금관을 쓴 백사자. |
|      | 메렌 변경백 청색 배경에 금관을 쓴 적백 체크무늬 수리. |
|      | 괴를리츠 방패를 수평 이분하여: 상부는 적색 배경에 뒷발을 들고 선 금발톱에 금관을 쓴 백사자. 하부는 민짜 백색.                                                                   |
|      | 니더라우지츠(좌): 백색 배경에 녹색 땅을 밟고 선 적색 소. 오버라우지츠(우): 청색 배경에 금색 성곽.                                                                               |
|      | 오버슐레지엔(좌): 청색 배경에 단두 금수리. 니더슐레지엔(우): 금색 배경에 금관을 쓴 적색 부리와 적색 발톱의 단두 흑수리. 수리의 날개죽지에 백색 초승달. 초승달 끝은 크로스 파테. |

### 기타
| 문장 | 설명/비고 |
|      | 제네바 백작(1401년 이전) 금색 배경에 가운데가 네모지게 뚫린 청십자. |
|      | 니스 백작 백색 배경 하부에 바다, 바다 위에 녹색 바위 세 개. 그 바위를 짚고 선 적수리 |
|      | 프로방스 백작(1481년 이전) 1245년 이전(좌): 4중 금적 수직무늬 1245년-1481년(우): 청색 배경에 금색 백합(프랑스를 의미), 상부의 술 3줄짜리 적색 랑벨.                                                 |
|      | 프로이센 국왕(1701년 이후) 백색 배경에 금관을 쓴 단두 흑수리 |
|      | 튜턴 기사단(1224년-1525년) 기사단(좌): 백색 배경에 흑십자 총장(우): 백색 배경에 흑십자, 흑십자 위에 겹친 금색 백합십자. 방패 전체에 작은 방패를 마셜링. 금색 배경에 적색 부리와 적색 발톱의 흑수리. |
|      | 알봉 백작 및 도팽 뒤 비에누아 (1349년 이전) 금색 배경에 적색 지느러미의 청돌고래. |

## 같이 보기
- 신성 로마 제국의 기 목록
- 독일의 국장